# Lê Vân (nghệ sĩ)
Lê Vân (tên đầy đủ Trần Lê Vân, sinh ngày 24 tháng 7 năm 1958 tại Hà Nội) là một nữ diễn viên điện ảnh, nghệ sĩ múa Việt Nam. Chị là con của hai nghệ sĩ kịch nói Trần Tiến và Lê Mai, chị của Lê Khanh, nghệ sĩ kịch nói, và Lê Vi, nghệ sĩ múa. Chị được phong danh hiệu Nghệ sĩ ưu tú của Việt Nam.
Tháng 10 năm 2006, Lê Vân viết cuốn tự truyện "Lê Vân, yêu và sống" nói về cuộc đời chị, trong đó có một phần viết khá chi tiết về gia đình nghệ sĩ này.

## Các phim đã đóng

### Phim điện ảnh
| Năm  | Phim                       | Vai diễn               | Đạo diễn                          |
| ---- | -------------------------- | ---------------------- | --------------------------------- |
| 1978 | Chom và Sa                 | Lò Thị Sa              | NSND Phạm Kỳ Nam                  |
| 1979 | Những con đường            | Thuận                  | NSND Phạm Kỳ Nam                  |
| 1979 | Tự thú trước bình minh     | Thư                    | NSND Phạm Kỳ Nam                  |
| 1980 | Đất mẹ                     | Thu Thủy               | NSND Hải Ninh                     |
| 1981 | Chị Dậu                    | Chị Dậu                | NSND Phạm Văn Khoa                |
| 1984 | Bao giờ cho đến tháng mười | Duyên                  | NSND Đặng Nhật Minh               |
| 1985 | Tọa độ chết                | Mai                    | Samvel Gasparov, Nguyễn Xuân Chân |
| 1987 | Thằng Bờm                  | Xoan                   | NSƯT Lê Đức Tiến                  |
| 1988 | Tình xa                    |                        | Trung Hiếu                        |
| 1989 | Đêm hội Long Trì           | Tuyên phi Đặng Thị Huệ | NSND Hải Ninh                     |
| 1990 | Kiếp phù du                | Tuyên phi Đặng Thị Huệ | NSND Hải Ninh                     |
| 1995 | Thương nhớ đồng quê        | Quyên                  | NSND Đặng Nhật Minh               |
| 1996 | Lời thề                    | Khánh                  | Nguyễn Tường Phương               |

## Giải thưởng
| Năm  | Giải thưởng                       | Hạng mục              | Tác phẩm                   | Kết quả   | Chú thích |
| ---- | --------------------------------- | --------------------- | -------------------------- | --------- | --------- |
| 1985 | Liên hoan phim Việt Nam lần thứ 7 | Nữ diễn viên xuất sắc | Bao giờ cho đến tháng Mười | Đoạt giải | [ 2 ]     |